# Eumelea choiseulensis
Eumelea choiseulensis är en fjärilsart som beskrevs av Louis Beethoven Prout 1921. Eumelea choiseulensis ingår i släktet Eumelea och familjen mätare. Inga underarter finns listade i Catalogue of Life.